# 霹靂
「霹靂」（へきれき）は、日本のバンドBRAHMANの4枚目のシングルである。2011年9月7日発売。発売元はトイズファクトリー。

## 概要
- 前作から4年5ヶ月ぶりとなるシングル。
- 全三曲が日本語詞となっている。

## 収録曲

### CD
1. 賽の河原
作詞：TOSHI-LOW、作曲・編曲：BRAHMAN
2. 最終章
作詞：TOSHI-LOW、作曲・編曲：BRAHMAN
3. 霹靂
作詞：TOSHI-LOW、作曲・編曲：BRAHMAN